# Karambakkam
Karambakkam là một thị trấn thống kê (census town) của quận Thiruvallur thuộc bang Tamil Nadu, Ấn Độ.

## Nhân khẩu
Theo điều tra dân số năm 2001 của Ấn Độ, Karambakkam có dân số 14.591 người. Phái nam chiếm 52% tổng số dân và phái nữ chiếm 48%. Karambakkam có tỷ lệ 73% biết đọc biết viết, cao hơn tỷ lệ trung bình toàn quốc là 59,5%: tỷ lệ cho phái nam là 78%, và tỷ lệ cho phái nữ là 68%. Tại Karambakkam, 11% dân số nhỏ hơn 6 tuổi.